# 六十二見
六十二見（ろくじゅうにけん）とは、仏教において外道とされる見（ディッティ）、すなわち邪見を62種類にまとめたもの。
パーリ仏典長部第1経の『梵網経』等で、典型的に説明されている。

## 内容
以下のように分類できる。
- 過去に関する説 (本劫本見) 18種
  - 自我と世界を常住とする説 4種
  - 自我と世界の一部を常住とする説 4種
  - 世界の有限無限に関する説 4種
  - 詭弁論 4種
  - 無因論 2種
- 未来に関する説 (末劫末見) 44種
  - 死後有想論 16種
  - 死後無想論 8種
  - 死後非想論（有想でも無想でもないとする説）8種
  - 死後断滅論 7種
  - 現生涅槃論 5種